# 950年代
| 千纪： | 1千纪                                                                                  |
| 世纪： | 9世纪 \| 10世纪 \| 11世纪                                                              |
| 年代： | 920年代 \| 930年代 \| 940年代 \| 950年代 \| 960年代 \| 970年代 \| 980年代              |
| 年份： | 950年 \| 951年 \| 952年 \| 953年 \| 954年 \| 955年 \| 956年 \| 957年 \| 958年 \| 959年 |

## 大事记
- 950年，十一月，郭威滅漢。馬希萼發動政變，成為馬楚國王，一改過去臣服中原王朝的慣例，轉向南唐稱臣。
- 951年，郭威入大梁，稱帝，是為高祖，國號周，史稱後周。後漢河東節度使劉崇，於太原稱帝，是為世祖，亦稱北漢。劉崇向遼稱臣，尊遼世宗耶律兀欲為叔皇帝，自稱侄皇帝。耶律察割作亂，殺耶律兀欲。太宗耶律德光子耶律述律嗣位，是為穆宗。南唐灭楚。
- 952年，後周泰寧節度使慕容彥超叛乱，劉言盡復楚国故地，向後周稱藩，實則獨立為政。
- 953年，武安军節度使王逵襲朗州，執殺武平節度使劉言。
- 954年，後周帝太祖郭威卒，子世宗柴榮嗣位。周漢高平之战。劉崇卒，子睿宗劉承鈞嗣位。
- 955年，後周攻後蜀，連取秦州、成州、階州、鳳州四州。匈牙利王國建立。
- 956年—958年，後周大舉攻南唐。
- 958年，南唐元宗李璟上表稱藩，去帝號，復去年號，用後周年號。割廬州、舒州、蘄州、黃州於後周。南漢中宗劉弘熙卒，子劉繼興嗣位。
- 959年，後周世宗大舉攻遼，收复莫州、瀛州，设立雄州、霸州，後周世宗卒，子周恭帝嗣位。南漢宦官誣中書舍人鍾允章謀反，将他殺害。

## 逝世
- 959年，後周世宗